# یون (فرانسه)
یون (تلفظ فرانسوی: [jɔn]) از شهرستان‌های کشور فرانسه است. شهرستان یون در مرکز این کشور قرار دارد. این شهرستان زیرمجموعه ناحیه بورگوین می‌باشد. مساحت این شهرستان  ۷٬۴۲۷ کیلومتر مربع و جمعیت آن ۳۵۲٬۵۸۵ نفر است.